# 陳興 (明朝)
陳興，江西永新县人，明朝政治人物、進士出身。

## 生平
永樂二年（1404年），登進士。后選為翰林院庶吉士，編撰永樂大典。

## 延伸阅读
[在维基数据编辑]